# Hubert Parot
Hubert André Parot (ur. 23 maja 1933 w Athis-Mons, zm. 14 stycznia 2015 w Fontainebleau) – francuski jeździec sportowy. Złoty medalista olimpijski z Montrealu.
Sukcesy odnosił w skokach przez przeszkody. Igrzyska w 1976 były jego drugą olimpiadą, brał udział również w IO 72. Triumfował w konkursie drużynowym. Startował na koniu Rivage. W skład francuskiej reprezentacji wchodzili również jego szwagier Marcel Rozier, Marc Roguet i Michel Roche.